# سیارک ۸۳۰۵
سیارک ۸۳۰۵ (به انگلیسی: 8305 Teika، نامگذاری:1995DQ1) هشت هزار و سیصد و پنجمین سیارک کشف شده‌است که در ۲۲ فوریه ۱۹۹۵ کشف شد.
قدر مطلق سیارک برابر ۱۹.۵ است.